# عشق بی‌پایان (فیلم ۱۹۸۱)
عشق بی‌پایان (انگلیسی: Endless Love) یک فیلم رمانتیک و درام آمریکایی به کارگردانی فرانکو زفیرلی است که در سال ۱۹۸۱ منتشر شد.
فیلمنامه این فیلم بر اساس رمان اسکات اسپنسر به همین نام در سال ۱۹۷۹ توسط جودیت راسکو نوشته شده‌است. موسیقی اصلی توسط جاناتان تانیک ساخته شده‌است. اگرچه داستان رمان در تابستان ۱۹۶۹ اتفاق می‌افتد، فیلم اتفاقات را به اوایل دهه ۱۹۸۰ منتقل می‌کند. این فیلم همچنین ساختار غیر زمان‌شناسی رمان را کنار گذاشته و همه وقایع را به ترتیب زمانی بیان می‌کند. منتقدان فیلم را با رمانی مقایسه کردند که خطرات عشق وسواسی را به نمایش گذاشت. علیرغم نقدهای ضعیف، آهنگ تم همنام آن، که توسط دایانا راس و لیونل ریچی اجرا شد، به موفقیت شماره ۱ در بیلبورد هات ۱۰۰ تبدیل شد. این آهنگ ۹ هفته در رتبه اول ماند و نامزد جایزه اسکار و گلدن گلوب برای «بهترین نسخه اصلی» شد. آهنگ، همراه با پنج نامزدی جوایز گرمی.

## داستان
در حومه شیکاگو، جید باترفیلد و دیوید اکسلرود پس از معرفی توسط برادر بزرگتر جید، کیت، عاشق یکدیگر می‌شوند. سبک زندگی غیرعادی باترفیلدز، که به خاطر آن در جامعه خود به خوبی شناخته شده‌اند، به جید و دیوید اجازه می‌دهد تا یک رابطه همه‌جانبه و پرشور ایجاد کنند، از جمله اجازه دادن به آنها برای داشتن رابطه جنسی در اتاق جید. جایی که خانواده او باز هستند، زندگی خانگی دیوید کسل کننده است. والدین او فعالان سیاسی لیبرال ثروتمندی هستند که علاقه چندانی به زندگی او ندارند و …

## بازخوردها
تا نوامبر ۲۰۲۱، این فیلم بر اساس ۱۹ بررسی، امتیاز ۲۶٪ را در راتن تومیتوز دارد.

## بازیگران
- بروک شیلدز
- مارتین هویت
- شرلی نایت
- دان مورای
- ریچارد کایلی
- بیاتریس استرایت
- جیمز اسپیدر
- یان زیرینگ
- پنولوپه میلفورد
- تام کروز
- جیمی گرتز

## اکران و گیشه
اولین نمایش فیلم عشق بی پایان در ۱۶ ژوئیه ۱۹۸۱ در تئاتر Ziegfeld در شهر نیویورک انجام شد. فیلم روز بعد اکران شد. با وجود استقبال ضعیف منتقدان، این فیلم در گیشه موفق بود. این فیلم در آخر هفته افتتاحیه خود ۴٫۱۶۳٫۶۲۳ دلار به دست آورد و در مجموع به ۳۱٫۱۸۴٫۰۲۴ دلار رسید و بیست و دومین فیلم پردرآمد داخلی در سال ۱۹۸۱ شد. در سطح بین‌المللی، این فیلم ۱٫۳۰۸٫۶۵۰ دلار دیگر به دست آورد و مجموع فروش جهانی خود را به ۳۲٫۴۹۲٫۶۷۴ دلار رساند.